# Vrh (Buzet)
 Vrh   (olaszul: Vetta) falu Horvátországban, Isztria megyében. Közigazgatásilag Buzethez tartozik.

## Fekvése
Az Isztriai-félsziget északi részének közepén, Pazintól 16 km-re északra, községközpontjától 8 km-re délnyugatra a Mirna és Butoniga folyók közötti domináns magaslaton fekszik.

## Története
Egykori várát 1195-ben említi először írott forrás, amikor a sovinjaki uradalom részeként az aquileai pátriárka uralma alá tartozott. Ezt követően a pazini grófság része volt, 1498-ban „Perg” alakban említi a pazini urbárium. 1508-tól a Velencei Köztársaság fennhatósága alá tartozott. A várnak nem maradtak nyomai, de a település szerkezete arra utal, hogy egykor védőfalak vették körül. Területén a 16. században kiterjedt tölgy, kőriserdők és gesztenyések voltak. Plébániája 1231-óta biztosan létezett, ekkor már állt régi plébániatemploma is. Mai Mária Mennybemenetele tiszteletére szentelt plébániatemploma a 14. században épült. 1857-ben 127, 1910-ben 231 lakosa volt. Lakói főként mezőgazdaságból, szőlő- és olajbogyó termesztésből, valamint állattartásból éltek. 2011-ben 124 lakosa volt.

## Lakosság
| Lakosság változása | Lakosság változása | Lakosság változása | Lakosság változása | Lakosság változása | Lakosság változása | Lakosság változása | Lakosság változása | Lakosság változása | Lakosság változása | Lakosság változása | Lakosság változása | Lakosság változása | Lakosság változása | Lakosság változása | Lakosság változása |
| ------------------ | ------------------ | ------------------ | ------------------ | ------------------ | ------------------ | ------------------ | ------------------ | ------------------ | ------------------ | ------------------ | ------------------ | ------------------ | ------------------ | ------------------ | ------------------ |
| 1857               | 1869               | 1880               | 1890               | 1900               | 1910               | 1921               | 1931               | 1948               | 1953               | 1961               | 1971               | 1981               | 1991               | 2001               | 2011               |
| 127                | 138                | 175                | 205                | 225                | 231                | 1100               | 722                | 152                | 151                | 134                | 89                 | 128                | 137                | 117                | 124                |

## Nevezetességei
- Mária mennybemenetele tiszteletére szentelt plébániatemploma a 14. században épült valószínűleg a korábbi plébániatemplom helyén, melyet már 1231-ben említenek. A templomot története során többször is átépítették, így 1518-ban is. 1926-ban és 1979-ben megújították. Különálló harangtornya 1904-ben épült, 32 méter magas és két harang található benne. 1948-ban a feltárások során B. Fučić egy 1463-ban egy bizonyos Benko mester által készített befalazott, kőből faragott figurálisan díszített gótikus szentségtartó fülkét és egy 1552-ből származó glagolita feliratos keresztelőmedencét talált a templomban. A templomot temető övezi.
- A falu alatt található Szent Antal kápolna 1894-ben épült a korábbi kápolna helyén. Bejárata mellett befalazva egy glagolita feliratos kőtábla található.
- A közelben levő Marčenegla területén egy 1365-től említett pálos kolostor állt.